# De Moer
De Moer est un village situé dans la commune néerlandaise de Loon op Zand, dans la province du Brabant-Septentrional. Le 1er janvier 2008, le village comptait 538 habitants.